# Adelaidia unicolor
Adelaidia unicolor is een keversoort uit de familie spektorren (Dermestidae). De wetenschappelijke naam van de soort werd in 1966 gepubliceerd door Mroczkowski.